# Natação nos Jogos Pan-Americanos de 1999 - 200 m borboleta masculino
O evento dos 200 m borboleta masculino nos Jogos Pan-Americanos de 1999 foi realizado em Winnipeg, Canadá, em 6 de agosto de 1999. O último campeão dos Jogos Pan-Americanos foi Nelson Mora, da Venezuela.
Essa corrida consistiu em quatro voltas em nado borboleta em piscina olímpica.

## Resultados
Todos os tempos estão em minutos e segundos.
| CHAVE: | q | Mais rápidos não-classificados | Q | Classificados | GR | Recorde dos jogos | NR | Recorde nacional | PB | Melhor marca pessoal | SB | Melhor marca na temporada |

### Eliminatórias
A primeira fase foi realizada em 6 de agosto.
| Posição | Nome            | Nação              | Tempo   | Notas |
| ------- | --------------- | ------------------ | ------- | ----- |
| 1       | Shamek Pietucha | CAN Canadá         | 1:58.50 | Q, GR |
| 2       | Steven Brown    | USA Estados Unidos | 1:59.29 | Q     |
| 3       | -               | -                  | -       | Q     |
| 4       | -               | -                  | -       | Q     |
| 5       | Devin Howard    | USA Estados Unidos | 1:59.90 | Q     |
| 6       | -               | -                  | -       | Q     |
| 7       | -               | -                  | -       | Q     |
| 8       | -               | -                  | -       | Q     |

### Final B
A final B foi realizada em 6 de agosto.
| Rank | Name             | Nationality     | Time    | Notes |
| ---- | ---------------- | --------------- | ------- | ----- |
| 9    | Malvin Viamontes | CUB Cuba        | 2:04.03 |       |
| 10   | Roberto Delgado  | ECU Equador     | 2:04.53 |       |
| 11   | Juan Valdivieso  | PER Peru        | 2:04.68 |       |
| 12   | E.A.Aguilar      | ESA El Salvador | 2:08.31 |       |
| 13   | Sergio Cabrera   | PAR Paraguai    | 2:08.46 |       |
| 14   | Sebastian Thoret | ECU Equador     | 2:08.81 |       |
| 15   | Luis Bracamonte  | PER Peru        | 2:09.13 |       |

### Final A
A final A foi realizada em 6 de agosto.
| Posição           | Nome              | Nação              | Tempo   | Notas |
| ----------------- | ----------------- | ------------------ | ------- | ----- |
| Medalha de ouro   | Shamek Pietucha   | CAN Canadá         | 1:59.10 |       |
| Medalha de prata  | Steven Brown      | USA Estados Unidos | 1:59.52 |       |
| Medalha de bronze | Devin Howard      | USA Estados Unidos | 1:59.82 |       |
| 4                 | Andrew Livingston | PUR Porto Rico     | 2:00.05 |       |
| 5                 | Juan Veloz        | MEX México         | 2:00.06 |       |
| 6                 | Philip Weiss      | CAN Canadá         | 2:00.34 |       |
| 7                 | Joshua Ilika      | MEX México         | 2:01.98 |       |
| 8                 | Nelson Mora       | VEN Venezuela      | 2:02.73 |       |